# Obscura
Obscura (lateinisch für „dunkel“) ist eine deutsche Technical-Death-Metal-Band, die 2002 in Landshut gegründet wurde.
Der Bandname bezieht sich auf das gleichnamige Gorguts-Album, welches seinerzeit wegen der vielen stilistischen Einflüsse innerhalb der Szene nur sehr verhalten aufgenommen wurde. Diese Herangehensweise, unterschiedlichste Stile miteinander zu kombinieren, prägt Obscura bis heute.

## Geschichte

### Gründung und Stilfindung
Gegründet wurde die Band 2002 von Steffen Kummerer (Gitarre) und Jonas Baumgartl (Schlagzeug) unter dem Namen Illegimitation, wobei noch erhebliche Black-Metal-Einflüsse vorhanden waren. Kurz darauf übernahm Martin Ketzer den Gesang und den Bass und Armin Seitz die zweite Gitarre. In dieser frühen Formation wurden die ersten Konzerte, drei Mini-Touren sowie Festivals gespielt und 2003 unter Leitung von V. Santura (Dark Fortress) eine erste, selbstbetitelte Demo aufgenommen.
Während der Vorbereitungen zum Debütalbum Retribution verließ ein Großteil der Mitglieder die Band wieder, sodass sich die Aufnahmen zunächst verzögerten. Schließlich wurde 2004 in einer neuen Besetzung das Debüt Retribution unter Alex Krull (Atrocity) aufgenommen, wobei jedoch wegen organisatorischer und finanzieller Probleme das Album erst 2006 offiziell erschien. V. Santura übernahm auf diesem Album den Großteil des Gesangs. Das Album enthält eine Coverversion des Songs Lack of Comprehension von Death, bei dem laut Aussage der Bandmitglieder besonderer Wert auf eine originalgetreue Wiedergabe gelegt wurde.
Nach erneuten Besetzungswechseln wurde nun mit Markus Lempsch an der zweiten Gitarre und Jonas Fischer am Bass im Jahr 2006 die erste Europatour als Support von Suffocation gespielt. Im selben Jahr wurden außerdem verschiedene größere Festivals wie das deutsche Up from the Ground, Mountains of Death in der Schweiz und das tschechische Brutal Assault bespielt.
Markus Lempsch verließ im Frühjahr 2007 die Band und wurde durch Johannes Rennig (Profanity) ersetzt; im Sommer 2007 verließ auch Gründungsmitglied Jonas Baumgartl die Band.
Mittels Seraph von Dark Fortress am Schlagzeug wurde im September 2007 dann die erste 4-wöchige Headliner-Tour durch Europa gespielt, nach deren Ende Jonas Fischer die Band verließ.
Ende 2007 traten Hannes Grossmann (ehemals Necrophagist) am Schlagzeug und Jeroen Paul Thesseling (ehemals Pestilence) am Bass der Band bei. Thesseling war bereits bei den Aufnahmen zu Retribution als Bassist im Gespräch. Anfang 2008 wurde bekannt gegeben, dass Christian Münzner (ehemals Defeated Sanity und Necrophagist) Johannes Rennig (ehemals Profanity) an der E-Gitarre ersetzt. Nach der Aufnahme einer Vorproduktion von drei Stücken des neuen Albums Cosmogenesis konnte ein Vertrag mit Relapse Records unterzeichnet werden. Nach Necrophagist war dies das zweite Signing einer deutschen Band bei Relapse Records.
Im Februar 2009 erschien schließlich via Relapse Records das zweite Album Cosmogenesis; es enthält Gastauftritte von Ron Jarzombek (Watchtower, Spastic Ink) und Tymon Kruidenier (Cynic). Neben der normalen CD-Version wurde es auch als Vinyl-LP veröffentlicht. Bei diesem Album war erneut V. Santura als Produzent tätig, er steuerte zudem bei vier Stücken Gesangsspuren bei. Mit dem Songwriting zu dem Album wurde bereits nach der Veröffentlichung von Retribution begonnen und ein großer Teil der Stücke entstand bereits zwischen 2004 und 2007. Insgesamt war die Band für die Aufnahmen etwa drei Monate im Studio, nachdem schon während der Verhandlungen mit Relapse Records erste Vorbereitungen liefen.
Zum Song Anticosmic Overload wurde kurz nach Erscheinen des Albums ein Musikvideo veröffentlicht. Dieses stellte gleichzeitig eine frühe Semesterarbeit von Kummerer dar, der Medientechnik mit Schwerpunkt Audio-/Videotechnik studiert.
Die Cosmogenesis Worldtour startete im April 2009 in den USA/Kanada als Support der Band Cannibal Corpse. Mit weit über 160 Konzerten in den USA, Europa und Japan beendeten Obscura ihre Welttournee mit einem abschließenden Auftritt in Mexiko nach über zwölf Monaten kontinuierlichen Tourens.
Im Februar 2010 erschien das zweite Re-Release des Debüts Retribution via Relapse Records, remastered und mit zwei neuen Coversongs (je ein Song von Suffocation und Morbid Angel) als Bonus. Eine Japantour zusammen mit Nile und Triptykon folgte im Sommer 2010. Auf dieser wurde Thesseling wegen terminlicher Probleme durch Steve DiGiorgio vertreten. Eine spezielle Japan-Ausgabe von Retribution enthält zwei weitere Coversongs (je ein Song von Behemoth und Vader). Im Juni 2010 begannen schließlich die Aufnahmen zum Nachfolgewerk zu Cosmogenesis.
Das dritte Studioalbum Omnivium erschien am 1. April 2011 in Deutschland und den Benelux-Ländern, im restlichen Europa am 4. April; in den USA erschien es bereits am 29. März. Vorab wurde bereits das Stück Seaptuagint sowie ein Album-Teaser mit dem Stück Vortex Omnivium veröffentlicht. Seit dem 23. März ist das Album zudem komplett als Stream auf Myspace zu hören. Im Anschluss an die Albumveröffentlichung findet eine Europatour zusammen mit Hate Eternal und Beneath the Massacre statt, auch eine Nordamerika-Tour ist geplant. Wie die vorherigen Alben wurde auch Omnivium in den Woodshed Studios von V. Santura aufgenommen. Insgesamt war die Band dafür fast 5 Monate im Studio. Das Album enthält Gastauftritte von Tommy Talamanca (Sadist) und Morean (Dark Fortress).
Im September 2011 stellte die Band in einer Videobotschaft Linus Klausenitzer (Noneuclid, Fall of Serenity) als ihren neuen Bassisten vor, der Obscura bereits zuvor auf Konzerten und auf der Omnivium-Europatournee unterstützt hatte.
Im Juli 2014 verließen sowohl Gitarrist Christian Münzner, als auch Schlagzeuger Hannes Grossmann die Band. Münzner gab die langwierige und mit anstrengenden und umfangreichen Tourneen unvereinbare Genesung seiner Fokalen Dystonie, welche ihn bereits seit Jahren teilweise massiv einschränkte, an. Er gab weiterhin an, mit dem Herzen nicht mehr vollständig in der Musik der Band zu sein.
Hannes Grossmann begründete seinen Ausstieg mit Differenzen zwischen ihm und Steffen Kummerer hinsichtlich der musikalischen Konzeption des neuen Albums, die zu groß zu werden begannen. Beide scheidenden Musiker betonten, dass es kein böses Blut zwischen ihnen und der Band gebe.
Im April 2020 gaben Obscura auf ihrer Webseite bekannt, dass Gitarrist Rafael Trujillo, Bassist Linus Klausenitzer und Schlagzeuger Sebastian Lanser aufgrund musikalischer Differenzen die Band verlassen. Kummerer kündigte im selben Atemzug die bevorstehende Produktion des sechsten Albums an, welches zudem das erste unter dem neuen Label Nuclear Blast werden würde. Eine Woche später wurde seitens Obscura die Rückkehr von Bassist Jeroen Paul Thesseling bekanntgegeben. Im Mai stieß mit David Diepold ein neuer Schlagzeuger hinzu und wenig später wurde auch die Rückkehr von Münzner als Gitarrist bestätigt.

## Stil

### Musik
Obscura spielt Technical Death Metal mit sehr abwechslungsreichen Songstrukturen. So gibt es immer wieder Tempowechsel, akustische Zwischenspiele oder mit Vocoder verfremdete Gesangspassagen. Vor allem wegen letzterem wird die Band häufig mit Cynic verglichen; auch eine stilistische Nähe zu Atheist und Death wird gelegentlich attestiert. Diese Bands waren ursprünglich die Haupteinflüsse von Obscura auf technischer Seite; in Bezug auf Harmonie beeinflussten vor allem Emperor, Dissection und Dream Theater die Band.
Die Musik enthält heute vermehrt Merkmale aus Stilen außerhalb des Metals, etwa Fusion, Progressive Rock, Klassik oder auch Flamenco. In verschiedenen Reviews wurde festgestellt und auch seitens der Band bestätigt, dass bei Obscura der eigentliche Song gegenüber der Technik im Vordergrund stehe:

„Bei uns soll einfach der Song im Fokus stehen, nicht, was die Musiker spielen. Das technische Element gehört dazu, ist aber nicht das, was im Gedächtnis bleiben soll.“

Das Debütalbum Retribution ist im Vergleich zu den Nachfolgern weniger technisch und musikalisch noch eher vom klassischen Death Metal inspiriert. Der Hang zu philosophischen Texten findet sich jedoch bereits hier (Hymn To A Nocturnal Visitor).
Auf Cosmogenesis ist das Songwriting dagegen weitaus komplexer und stellenweise progressiv, dennoch sind die Songs nachvollziehbar und schlüssig strukturiert. In der Szene wurde das Album äußerst positiv aufgenommen und erreichte vielerorts Höchstnoten.
Hin und wieder finden sich Einflüsse aus anderen Musikstilen; so ist etwa das Bassspiel von Thesseling durch seine Mitwirkung in verschiedenen Latin-Musikgruppen teilweise von dieser Musik inspiriert („Incarnated“), oder es finden sich klassische Passagen (etwa der barocke Zwischenteil in Universe Momentum, siehe unten). Celestial Spheres weist Ähnlichkeiten zu typischen Cynic-Songs auf, ist aber in Wirklichkeit von einem Klavierstück Aziza Mustafa Zadehs beeinflusst.

Barockes Thema in einem Zwischenspiel im Stück Universe Momentum, gespielt von zwei Akustikgitarren und Bass.

Thesseling hatte bei der Ausarbeitung seiner Bassspuren relativ freie Hand, doch wurden die Grundideen seitens der Band vorgegeben und ausnotiert. Bei der Abmischung des Albums wurde sein Fretless Bass durch die Anhebung einiger Frequenzbänder besonders betont, so dass dieser in den Songs deutlich hervorsticht. Vereinzelt wurde diese starke Betonung negativ aufgefasst, da der Bass dadurch zum Beispiel „zu penetrant […] und damit einfach zu aufdringlich“ sei. Kummerer dazu:

„Im Metalbereich ist der Bass generell im Hintergrund und soll nur Schub im Mix erzeugen was wir ganz einfach nicht genauso handhaben. […] Alle Instrumente sind auf der Platte gleichberechtigt, [dass] der Bass im Metal etwas zu sagen hat ist nur etwas ungewohnt für einige Hörer.“

Das dritte Album Omnivium fällt tendenziell noch etwas komplexer aus. Die Band hat sich hier laut eigener Aussage von der Prämisse, alle Songs auch ohne großen Aufwand live umsetzen zu können, teilweise gelöst. So besitzt etwa das stark von Emperor beeinflusste Stück Velocity insgesamt sechs Gitarrenspuren sowie mehrere Gesangsebenen, die sich nicht ohne Weiteres reduzieren lassen. Bei den Schlagzeugaufnahmen zu Omnivium wurde zum Großteil auf moderne Techniken wie Trigger verzichtet; nur die Bassdrum wird bei schnellen Passagen mit einem leichten Triggersignal überlagert.
Die Stücke werden von Kummerer, Grossmann und Münzner gemeinsam ausgearbeitet. Während Kummerer auch für das grundlegende Konzept und die Songtexte zuständig ist, arbeiten alle Mitglieder die Spuren für ihre jeweiligen Instrumente selbst aus. Beim Songwriting wird Guitar Pro verwendet, um die Ideen einfach austauschen zu können. Dies ist vor allem deshalb wichtig, weil Thesseling durch seinen Wohnort in den Niederlanden bei den Proben nicht regelmäßig dabei ist. Die Songs werden sehr detailliert vorbereitet, bevor sich die Band für die endgültigen Aufnahmen zu einem Album ins Studio begibt. Grossmann verglich daher die Arbeitsweise der Band bei den Vorbereitungen zu Omnivium mit der von klassischen Komponisten. Nur in einigen Fällen werden bei den Aufnahmen noch Details verändert.
Produzent V. Santura hat ebenfalls einen großen Einfluss auf die Musik. Laut Münzner seien die einzelnen Stücke zwar bereits fertiggestellt, wenn die Band ins Studio geht, allerdings helfe V. Santura bei der Umsetzung und bringe gelegentlich auch eigene Ideen ein. Münzner bezeichnete ihn daher als „fast so etwas wie unser fünftes Bandmitglied“.

### Texte
Die Songtexte befassen sich allgemein mit philosophischen Themen. Laut Kummerer erfordere dies die anspruchsvolle Musik:

„Ich spiele keinen Tech Death und singe dann darüber, wie ich mit zwei Chicks in einem Ford Mustang Bier trinke. […]

Wir hatten Band-intern einen Haufen Diskussionen, nach dem Motto: Wenn wir schon so komplizierte Musik schreiben, müssen die Texte ein bisschen einfacher sein. Damit hätte ich meine Probleme.“

„Steffen [Kummerer] überzeugte uns schließlich mit dem Argument, dass komplexe, tiefgründige Musik, bei der man sich über jedes kleine Detail Gedanken macht, auch ein ebenso tiefgründiges Textkonzept erfordert, um das Bild stimmig zu machen.“

Die Alben Cosmogenesis und Omnivium gehören zu einem thematischen Konzept, welches sich über insgesamt vier Alben erstreckt. Ersteres befasste sich auf einer philosophischen Ebene mit der Kosmogenese nach Pierre Teilhard de Chardin, und damit auch mit der Entstehung des Universums. Die Songtexte enthalten daher Referenzen auf wissenschaftlich fundierte Konzepte wie den Urknall, aber auch auf rein philosophische Ideen wie die Noosphäre. Die einzelnen Songs sind zwar thematisch miteinander verknüpft, dennoch handele es sich nicht um ein Konzeptalbum.
Omnivium dagegen hat als grundlegendes Thema die Evolution, die hier auch im metaphorischen Sinn als Weiterentwicklung verstanden wird. Inspiration für dieses Album war laut Kummerer das Werk Clara – Über den Zusammenhang der Natur mit der Geisterwelt des deutschen Philosophen Friedrich Wilhelm Joseph Schelling. Auch hier finden sich Referenzen auf Erkenntnisse der Biologie, wie auch auf theologisch-philosophische Konzepte wie die Septuaginta. Auf diesen letzten Aspekt bezieht sich auch der Titel des Albums:

„‚Omnivium‘ ist für mich ein Vortex, ein schwarzes Loch, das alles Lebende und Existente in sich saugt und zerstört, um an anderer Stelle wieder etwas Neues zu erschaffen.“

### Artwork
Seit Cosmogenesis legt die Band laut Kummerer außerdem großen Wert auf zur Musik passendes Artwork, Fotografien und Farbkonzepte. Dies zeigt sich auch im stark veränderten Cover der Wiederveröffentlichung von Retribution im Vergleich zur originalen Version. Jedem Album ist zudem eine bestimmte Farbe zugeordnet, die als Grundlage für das Artwork dient: Bei Retribution war es rot, bei Cosmogenesis blau, bei Omnivium grün, bei Akroasis ist es gelb. Laut Kummerer müssen alle Merchandise-Ideen zuerst von den Bandmitgliedern abgesegnet werden, bevor sie seitens des Labels verwirklicht werden. Artwork und Layout werden von Kummerer in Position des Artdirectors zusammen mit dem Künstler Orion Landau erarbeitet.

## Diskografie

### Studioalben
- 2004: Retribution (Eigenproduktion)
  - 2006: Wiederveröffentlichung via VOTS Records
  - 2010: Wiederveröffentlichung via Relapse Records, remastered und mit zwei neuen Bonustracks
- 2009: Cosmogenesis (Relapse Records)
- 2011: Omnivium (Relapse Records)
- 2016: Akroasis (Relapse Records)
- 2018: Diluvium (Relapse Records)
- 2021: A Valediction (Nuclear Blast)
- 2025: A Sonication (Nuclear Blast)

### Kompilationen
- 2012: Illegimitation (VOTS Records)

### Live-Alben
- 2023: A Celebration I - Live in North America (Nuclear Blast Records)

### Demos
- 2003: Illegimitation (Eigenproduktion)

### Musikvideos
- 2009: Anticosmic Overload
- 2015: Akroasis
- 2016: Ten Sepiroth
- 2018: Diluvium
- 2018: Mortification of the Vulgar Sun
- 2019: Emergent Evolution
- 2021: Solaris
- 2021: A Valediction
- 2021: Devoured Usurper
- 2021: When Stars Collide
- 2022: The Neuromancer
- 2022: Heritage
- 2024: Silver Linings

### Bücher
- 2010: Cosmogenesis – Official Tablature Book
- 2012: Omnivium – Official Tablature Book
- 2015: Guitar Anthology – Official Tablature Book
- 2016: Akroasis – Official Guitar Tablature Book
- 2016: Akroasis – Official Bass Tablature Book
- 2018: Diluvium – Official Guitar Tablature Book
- 2018: Diluvium – Official Bass Tablature Book
- 2021: A Valediction – Official Guitar Tablature Book
- 2024: A Valediction – Official Bass Tablature Book